# 劉芳遠 (教育界人士)
劉芳遠，中華民國（台灣）教育界人士及政治人物，曾任台北市立成功高中校長，後代表中國國民黨在教育團體當選為第一屆第一、二次增額立法委員。